# Сепенг, Эзекиль
Эзекиль Сепенг (англ. Hezekiél Sepeng; род. 30 июня 1974) — южноафриканский бегун на средние дистанции. Специализировался в беге на 800 метров. Серебряный призёр Олимпийских игр 1996 года с результатом 1.42,74. Двукратный серебряный призёр игр Содружества в 1994 и 1998 годах. Занял 2-е место на мировом первенстве в Севилье.
На Олимпиаде в Сиднее занял 4-е место, на Олимпийских играх в Афинах финишировал 6-м с результатом 1.45,53.